# Dicranoptycha stenophallus
Dicranoptycha stenophallus là một loài ruồi trong họ Limoniidae. Chúng phân bố ở miền Tân bắc.